# Nevronska mreža
Nevronska mreža, tudi umetna nevronska mreža (angleško neural network, nemško Neuronales Netz) je naprava za obdelavo informacij, ki deluje po vzoru človeških oz. živalskih možganov. 
Sestavljena je iz množice umetnih nevronov. Nevroni, osnovni gradniki nevronskih mrež, so t. i. pragovne funkcije, ki imajo več različno uteženih vhodov in en izhod ter so med seboj povezani. Najenostavnejše nevronske mreže imajo le en nivo oz. sloj, pri bolj kompliciranih nevronskih mrežah pa je teh nivojev lahko več. Po povezavah umetni nevroni drug drugemu pošiljajo električne dražljaje oz. signale. Če je vsota vhodnih signalov dovolj velika, pride do vžiga nevrona, kar pomeni, da se na izhodu pojavi signal. Povezave med nevroni lahko imajo poljubno jakost in strukturo. 
Uteži vhodov posameznih nevronov, povezave med nevroni ter prag, pri katerem nevron na izhodu odda signal, se oblikujejo z učenjem. To pomeni, da se navedeni parametri nevronske mreže spreminjajo toliko časa, dokler ni nevronska mreža zmožna optimalno rešiti nekega problema.
Bistvo nevronskih mrež je v tem, da med učenjem same ugotovijo pravilo, ki povezuje izhodne podatke z vhodnimi. To pomeni, da se lahko naučijo tudi več in bolje kot učitelj oziroma človek. Ko je nevronska mreža naučena (kar lahko traja dlje časa), deluje tudi v situacijah, s katerimi v procesu učenja ni imela opravka. To pomeni, da lahko rešuje tudi naloge, kjer ne obstaja rešitev v obliki zaporedja korakov (kot npr. pri računalniških algoritmih), čeprav pri tem obstaja večja nevarnost nepredvidljivega delovanja. 

## Vrste nevronskih mrež
Nevronske mreže se med seboj razlikujejo po zgradbi, po vrsti učenja (nadzorovano in nenadzorovano) in po vrsti signalov (analogni in digitalni). Najbolj znane nevronske mreže so:
- Perceptron
- Self-Organizing Maps (SOM, tudi Kohonenova nevronska mreža)
- Hopfieldova nevronska mreža (asociativni pomnilnik)

Obstajajo pa še mnoge druge.